# Neocytherideis
Neocytherideis is een geslacht van kreeftachtigen uit de klasse van de Ostracoda (mosselkreeftjes).

## Soorten
- Neocytherideis anneclarkeae Yassini & Jones, 1987
- Neocytherideis aoi Yajima, 1982 †
- Neocytherideis baltica (Klie, 1938)
- Neocytherideis boomeri Dingle, 1992
- Neocytherideis bradyi Athersuch, 1982
- Neocytherideis brandhorsti Hartmann, 1965
- Neocytherideis convexa Hou & Chen in Hou et al., 1982
- Neocytherideis crenulata (Klie, 1929) Rosenfeld, 1977
- Neocytherideis cribrata Ciampo, 1986 †
- Neocytherideis cylindrica (Brady, 1868) Kontrovitz, 1976
- Neocytherideis cypria Athersuch, 1982
- Neocytherideis elongata Puri, 1952
- Neocytherideis foveolata (Brady, 1870) Puri, Bonaduce & Malloy, 1965
- Neocytherideis gyrata (Egger, 1858) Kollmann, 1963 †
- Neocytherideis haikangensis Gou & Huang in Gou, Zheng & Huang, 1983 †
- Neocytherideis impudicus Whatley, Moguilevsky, Chadwick, Toy & Ramos, 1998
- Neocytherideis linearis (Roemer, 1838) Keij, 1955 †
- Neocytherideis marchilensis (Hartmann, 1965)
- Neocytherideis mediata Swanson, 1969 †
- Neocytherideis minuta Rosenfeld & Raab, 1984 †
- Neocytherideis muehlenhardtae Hartmann, 1982
- Neocytherideis muelleri (Kruit, 1955) Athersuch, 1982
- Neocytherideis perfoveata Ziegler & Roedder, 1994 †
- Neocytherideis postitruncata Gou & Huang in Gou, Zheng & Huang, 1983 †
- Neocytherideis punctata Ikeya & Hanai, 1982
- Neocytherideis recta (Brady, 1878) Morkhoven, 1963
- Neocytherideis reticulata Ayress, 1995 †
- Neocytherideis retroflexa (Klie, 1929)
- Neocytherideis reymenti Jain, 1975 †
- Neocytherideis ruidis Whatley, Moguilevsky, Chadwick, Toy, Ramos, 1998
- Neocytherideis subcycloidea (Hu, 1983) Hu, 1984 †
- Neocytherideis subulata (Brady, 1868) Wagner, 1957
- Neocytherideis surensis Swain & Gilby, 1974
- Neocytherideis vricae Colalongo & Pasini, 1980 †